# Ayrī Būjāq
Ayrī Būjāq (persiska: اَيری بوجاق بِيگلو, ایری بوجاق, Īrī Būjāq, Ayrī Būjāq Beyglū) är en ort i Iran.   Den ligger i provinsen Östazarbaijan, i den nordvästra delen av landet, 500 km nordväst om huvudstaden Teheran. Ayrī Būjāq ligger 285 meter över havet och antalet invånare är 336.
Terrängen runt Ayrī Būjāq är platt åt nordväst, men åt sydost är den kuperad. Runt Ayrī Būjāq är det ganska glesbefolkat, med 42 invånare per kvadratkilometer. Närmaste större samhälle är Gūn Gowrmez, 8,9 km väster om Ayrī Būjāq. Trakten runt Ayrī Būjāq består i huvudsak av gräsmarker.